# Pulsed Energy Projectile
Beim Pulsed Energy Projectile (kurz: PEP) handelt es sich um ein Projekt zur Entwicklung einer nicht-tödlichen Energiewaffe, um Angreifer zu verwirren, kurzzeitig zu lähmen oder zu verscheuchen.
Mittels eines Strahls wird ein Impuls auf das Ziel abgefeuert, welcher beim Auftreffen auf ein Ziel ein Plasma erzeugt und dadurch die Luft förmlich explodieren lässt, wobei durch den Knall und die Druckwelle die gewünschte Wirkung beim Ziel erreicht wird. Es soll zu Schmerzen und kurzzeitigen Lähmungen führen.
Das PEP wurde im Jahr 2006 eingeführt. Es ist geplant, die Waffe (sofern erforderlich) an Stelle klassischer Maschinengewehre auf Geländewagen, an Flugzeugen oder in Helikoptern zur Vertreibung von gewalttätigen Demonstranten, Scharfschützen oder feindlicher Soldaten zu montieren. Das Gewicht beträgt knapp 230 kg. Es soll ergänzend zum Active Denial System eingesetzt werden.